# Senna alata
Senna alata är en ärtväxtart som först beskrevs av Carl von Linné, och fick sitt nu gällande namn av William Roxburgh. Senna alata ingår i släktet sennor, och familjen ärtväxter. Inga underarter finns listade i Catalogue of Life.

## Bildgalleri

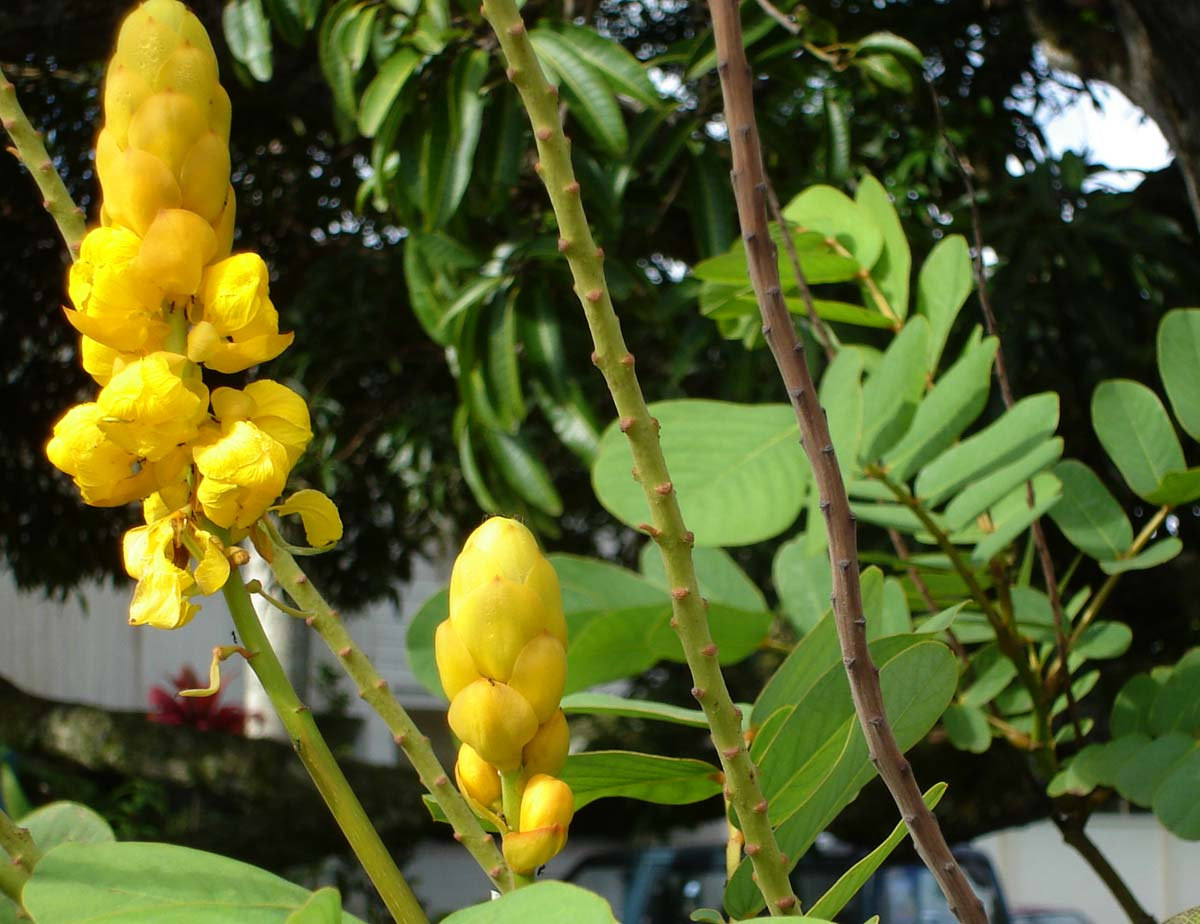
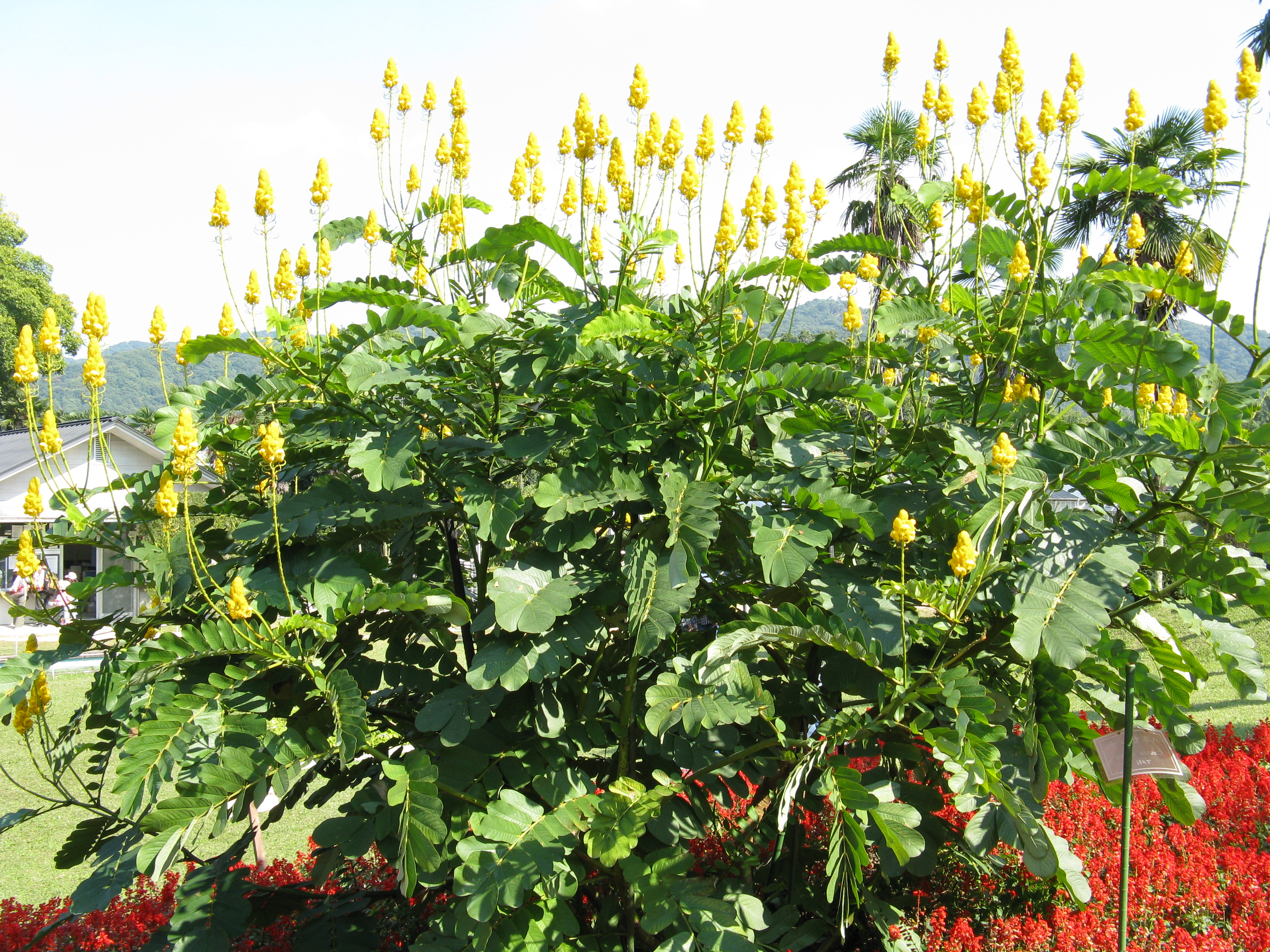
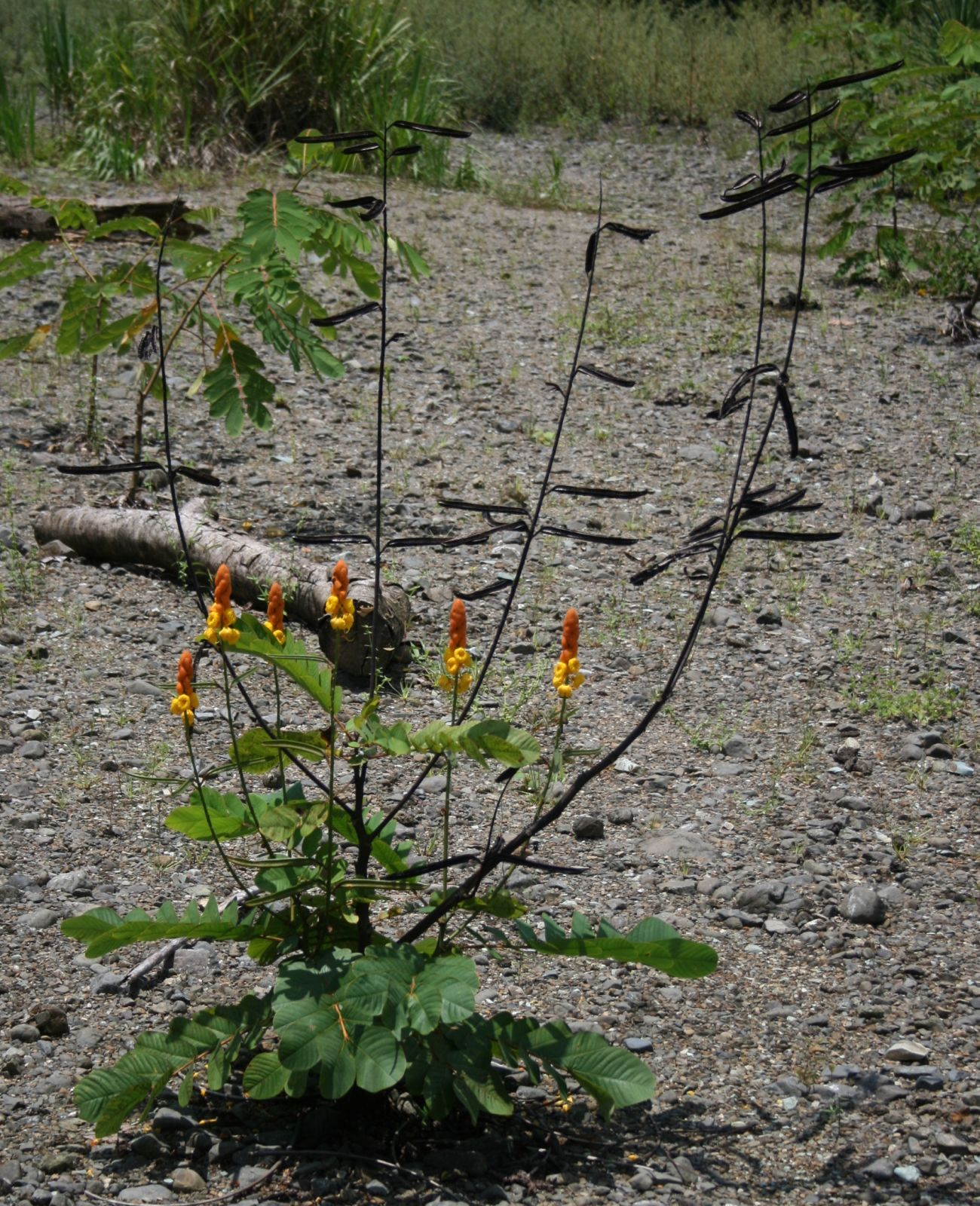
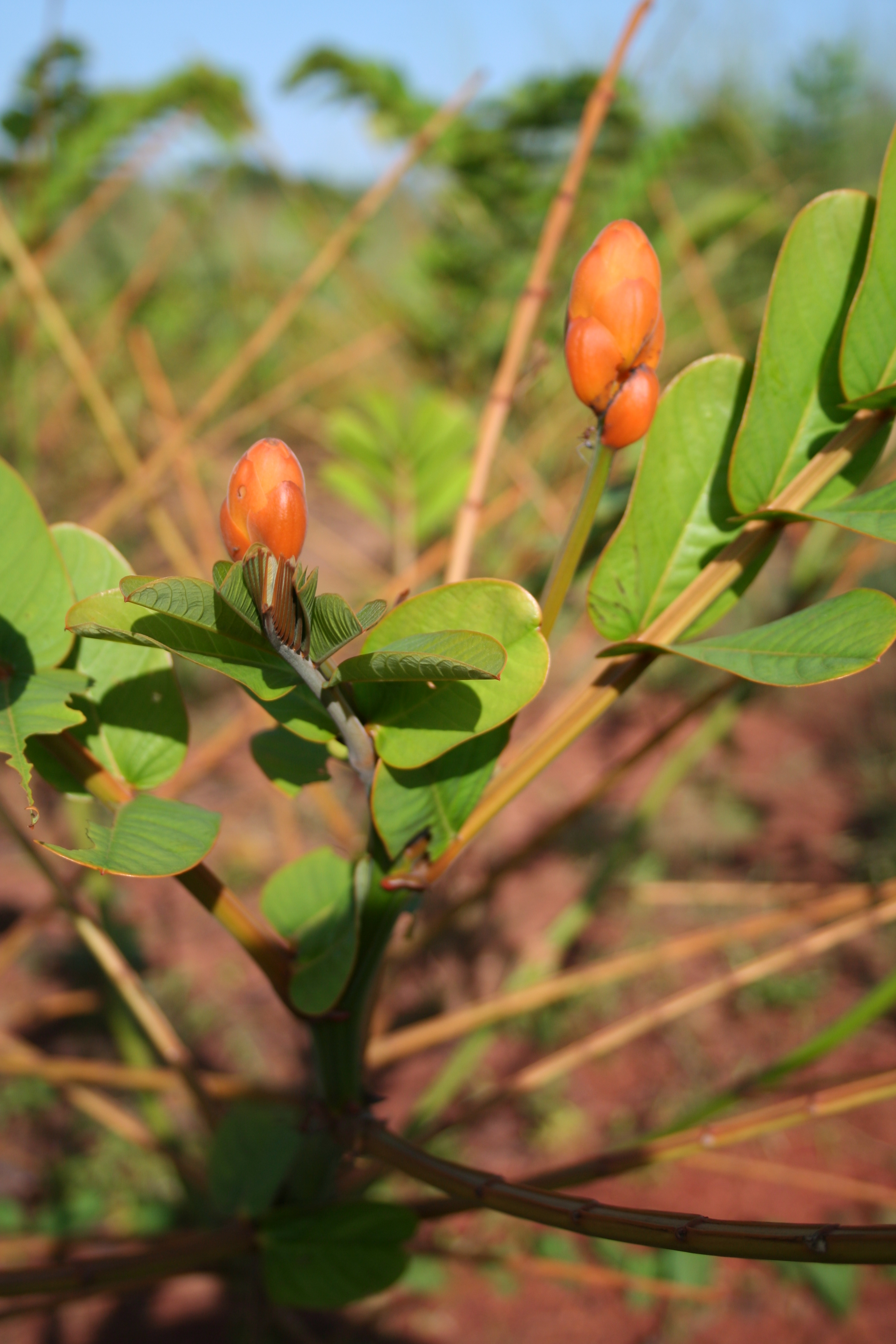
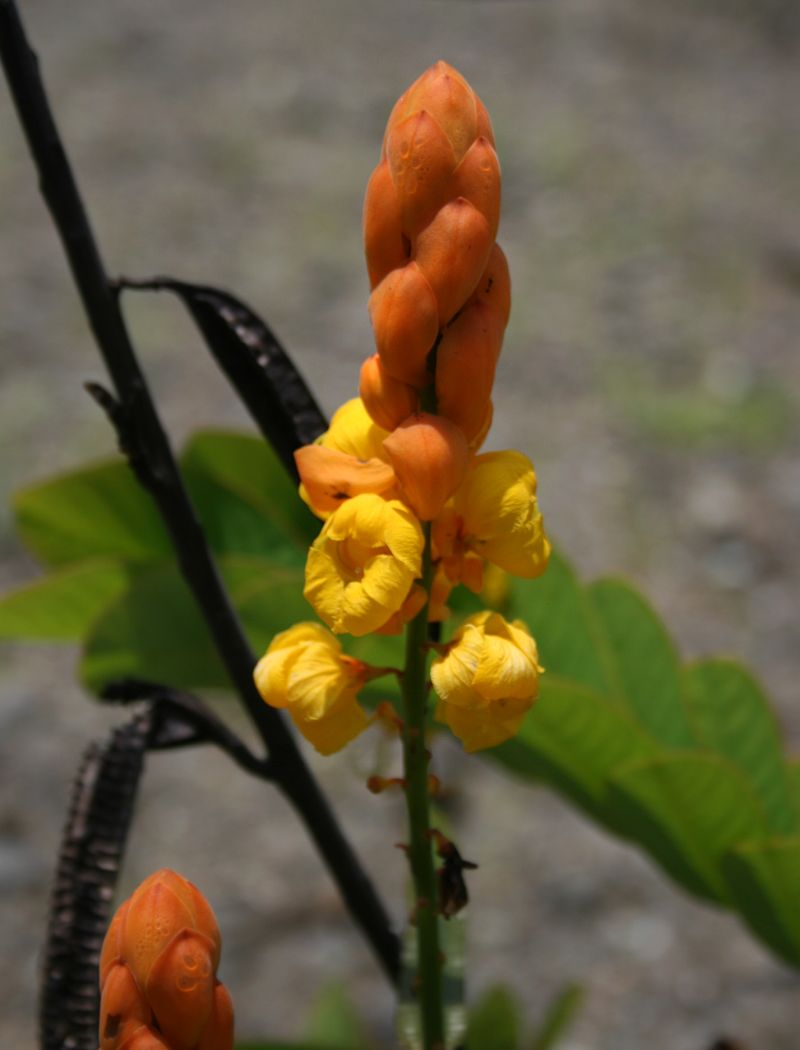
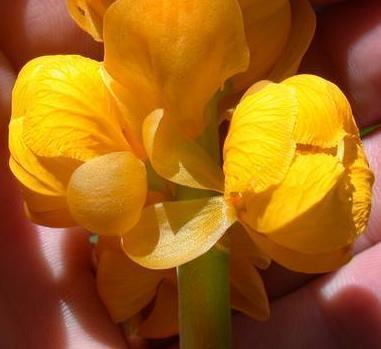